# Раимкулова, Актоты Рахматуллаевна
Актоты Рахматуллаевна Раимкулова (каз. Ақтоты Рахметоллақызы Райымқұлова; род. 2 мая 1964, Алма-Ата, Казахская ССР) — казахстанский государственный деятель, композитор. Заслуженный деятель Казахстана (2010). Министр культуры и спорта РК (с 17 июня 2019 по 11 января 2022).

## Биография
Родилась 2 мая 1964 года в г. Алматы. Происходит из рода кара канлы.
Отец — Рахметолла Райымкулов, писатель. Мать — Макиза Дайырбаевна Райымкулова, пенсионер, заведующая отделом Казахской Советской Энциклопедии.
В 1987 году окончила историко-теоретический факультет Алма-Атинской государственной консерватории им. Курмангазы по специальности: композитор, пианист, педагог музыкально-теоретических дисциплин, пианист, концертмейстер, солист камерного ансамбля.
В 2007 году окончила Международную академию бизнеса со степенью МВА.
В 2007 году защитила учёную степень кандидата искусствоведческих наук.
В 2010 году защитила учёную степень доктора искусствоведческих наук, тема диссертации: «Совершенствование организационно-экономического механизма, управление проектами в социально-культурной сфере».
Владеет казахским, русским и английским языками.
Член Союза композиторов СССР (с 1990).
Член Союза композиторов Казахстана (с 2010).
Член Международного сообщества современной музыки.

## Трудовая деятельность
С 1990 по 1991 годы — преподаватель Казахского государственного женского педагогического института, Алматинской государственной консерватории им. Курмангазы.
С 1991 по 1994 годы — стажёр ассистентуры Алматинской государственной консерватории им. Курмангазы.
С 1995 по 2011 годы — заведующая кафедрой «Дирижирование», помощник ректора, доцент, и. о. профессора, проректор по социально-экономической организации Алматинской государственной консерватории им. Курмангазы.
С 2005 по 2008 годы — заведующая кафедрой «Композиция и оркестровое дирижирование» Алматинской государственной консерватории им. Курмангазы (дополнительно).
С 2013 по 2014 годы — проректор по научно-творческим вопросам Алматинской государственной консерватории им. Курмангазы.
С июнь по ноябрь 2014 года — и. о. заместителя председателя Комитета по делам культуры и искусства Министерства культуры и спорта РК.
С 2014 по 2016 годы — Директор Департамента по делам культуры и искусства Министерства культуры и спорта Республики Казахстан.
С сентябрь 2016 по июнь 2019 годы — Вице-министр культуры и спорта Республики Казахстан.
С 17 июня 2019 по 11 января 2022 года — Министр культуры и спорта Республики Казахстан.
С 6 апреля 2022 года — директор РГКП «Государственная концертная организация „Казахконцерт имени Розы Баглановой“».
с 3 ноября 2023 года - Президент Фонда Тюркской культуры и наследия (штаб-квартира в г. Баку, Азербайджан). 

## Награды и звания
- Лауреат и дипломант Всесоюзных конкурсов молодых композиторов (Москва 1984, 1987 годы)
- Лауреат республиканских конкурсов композиторов (1992, 1995, 1997, 1998, 2000 годы)
- Лауреат премии Союза молодёжи Казахстана (1998)
- Почётные грамоты Министерства культуры и информации РК (2004) и Министерства образования и науки РК (2009)
- Заслуженный деятель Казахстана (2010) за заслуги в казахской музыке и вклад в искусство классической музыки.
- «Лучший преподаватель» Высших учебных заведений РК (2013)
- Медаль «За укрепление парламентского сотрудничества» (29 ноября 2018 года, Межпарламентская ассамблея СНГ) — за особый вклад в развитие парламентаризма, укрепление демократии, обеспечение прав и свобод граждан в государствах — участниках Содружества Независимых Государств[6].
- Орден Курмет (2018)[7][8][9]
- Награждена правительственными и государственными медалями Республики Казахстан.
- нагрудный знак «Мәдениет саласының үздігі» (Министерства культуры и спорт РК);
- Юбилейная медаль «25 лет Конституции Казахстана» (Указ президента РК от 20 августа 2020 года);
- Юбилейная медаль «30 лет независимости Республики Казахстан» (Указ президента РК от 2 декабря 2021 года);
- Орден «Данк» (12 апреля 2024, Кыргызстан) — за большой вклад в социально-экономическое развитие Кыргызской Республики и укрепление сотрудничества между Кыргызской Республикой и Республикой Казахстан[10][11].

## Научные, литературные труды
Автор множества музыкальных композиций, среди которых «Ел бақыты», «Apple of Peace» («Яблоко мира»), кантаты «Кокжал», симфонических поэм «Толгау», «Дала сыры» и «Жамиля», двухактного балета «Воздушное кочевье» (Аспан көші), пьесы «Алатау», произведений к спектаклям «Сонғы сезим», «Тузды шол», «Абай», «Енлик-Кебек», «Абылай-хан», «Каин — сын — Адама», «Естайдын Корланы», «Гамлет», «Коркыттын көрі», "Сыған серенадасы"саундтреков к фильмам и сериалам, а также мн. др.